# Carsten Höller

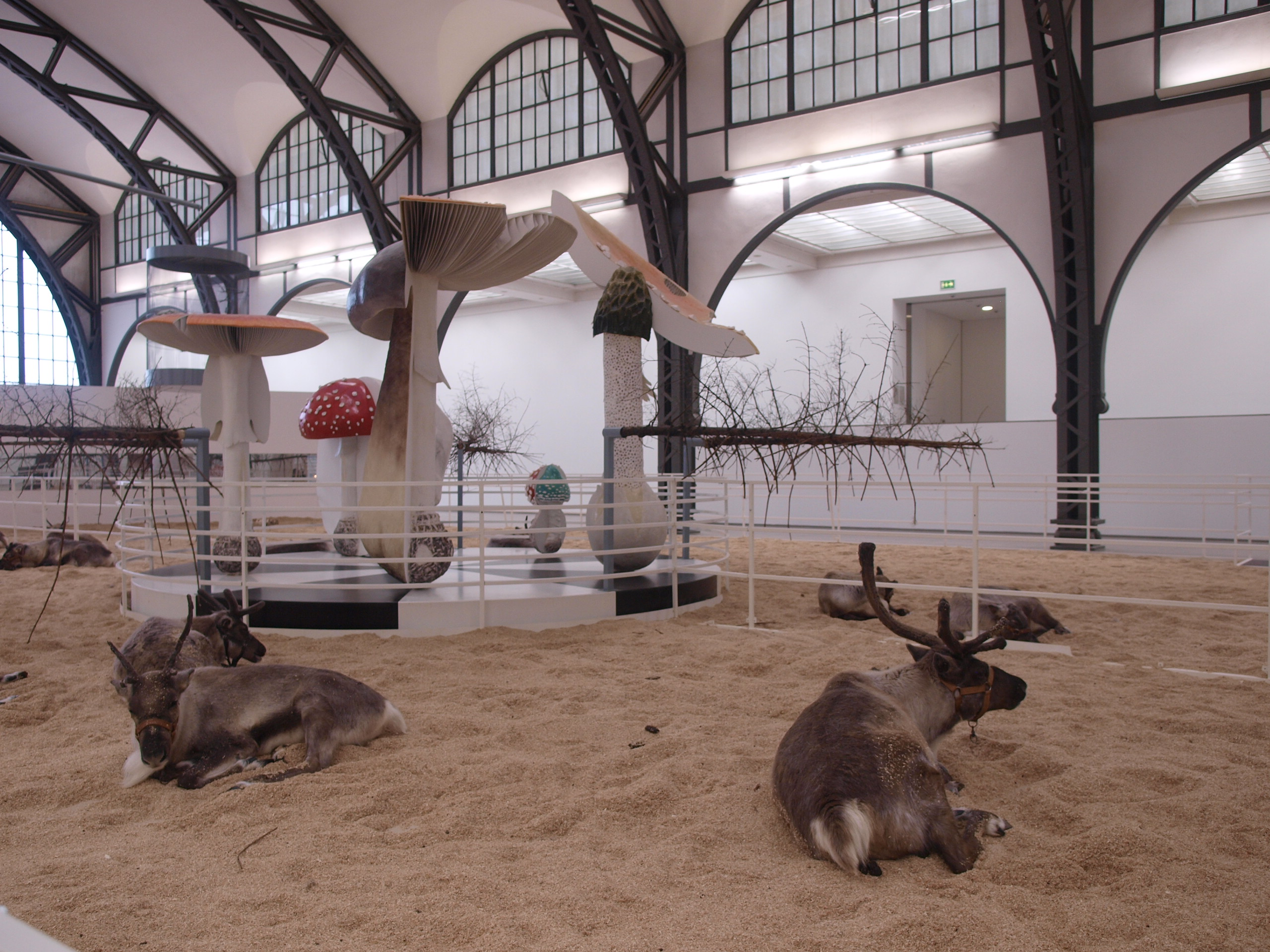
Utställningen Soma på Hamburger Bahnhof i Berlin 2010

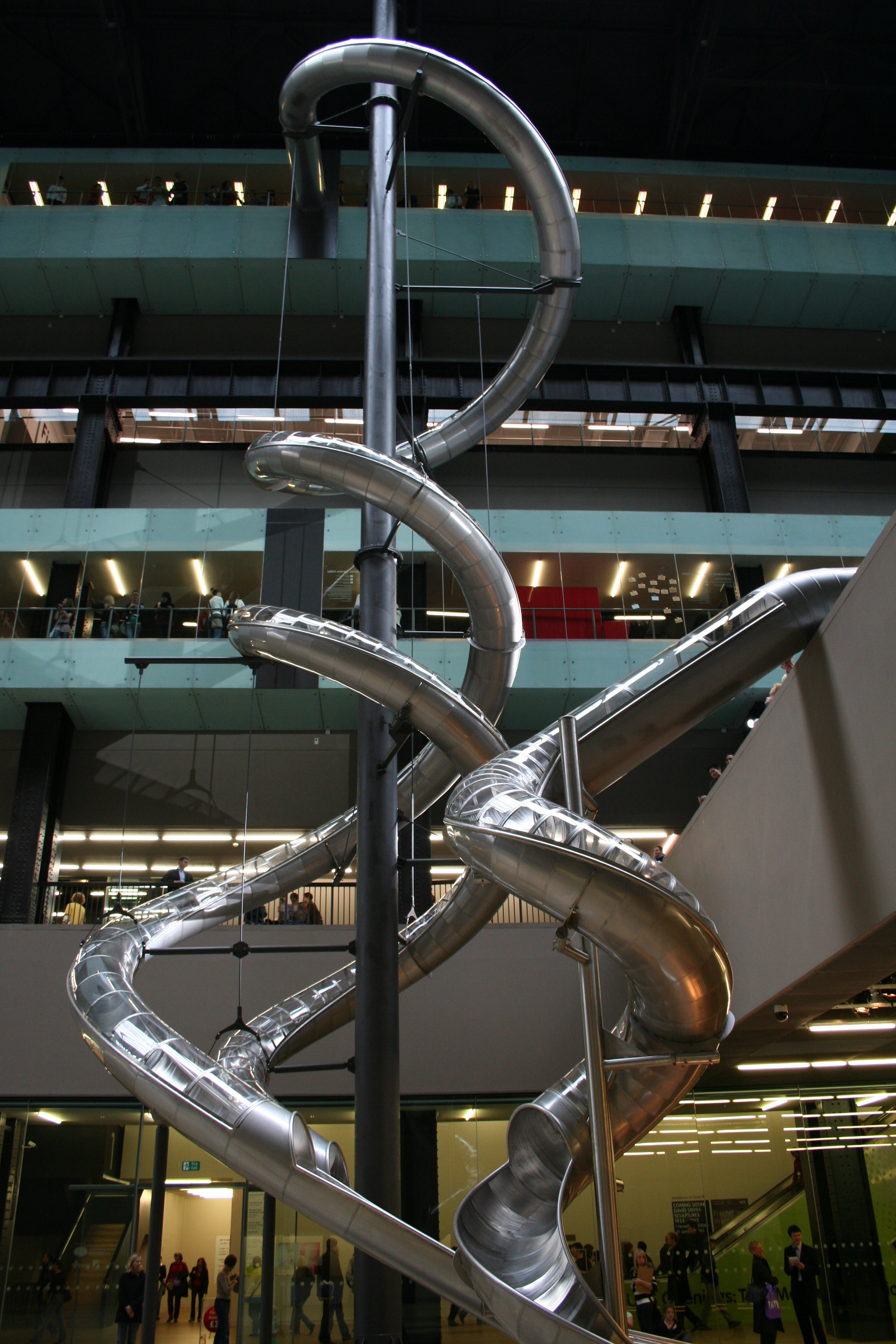
Test Site på Tate Modern i London.

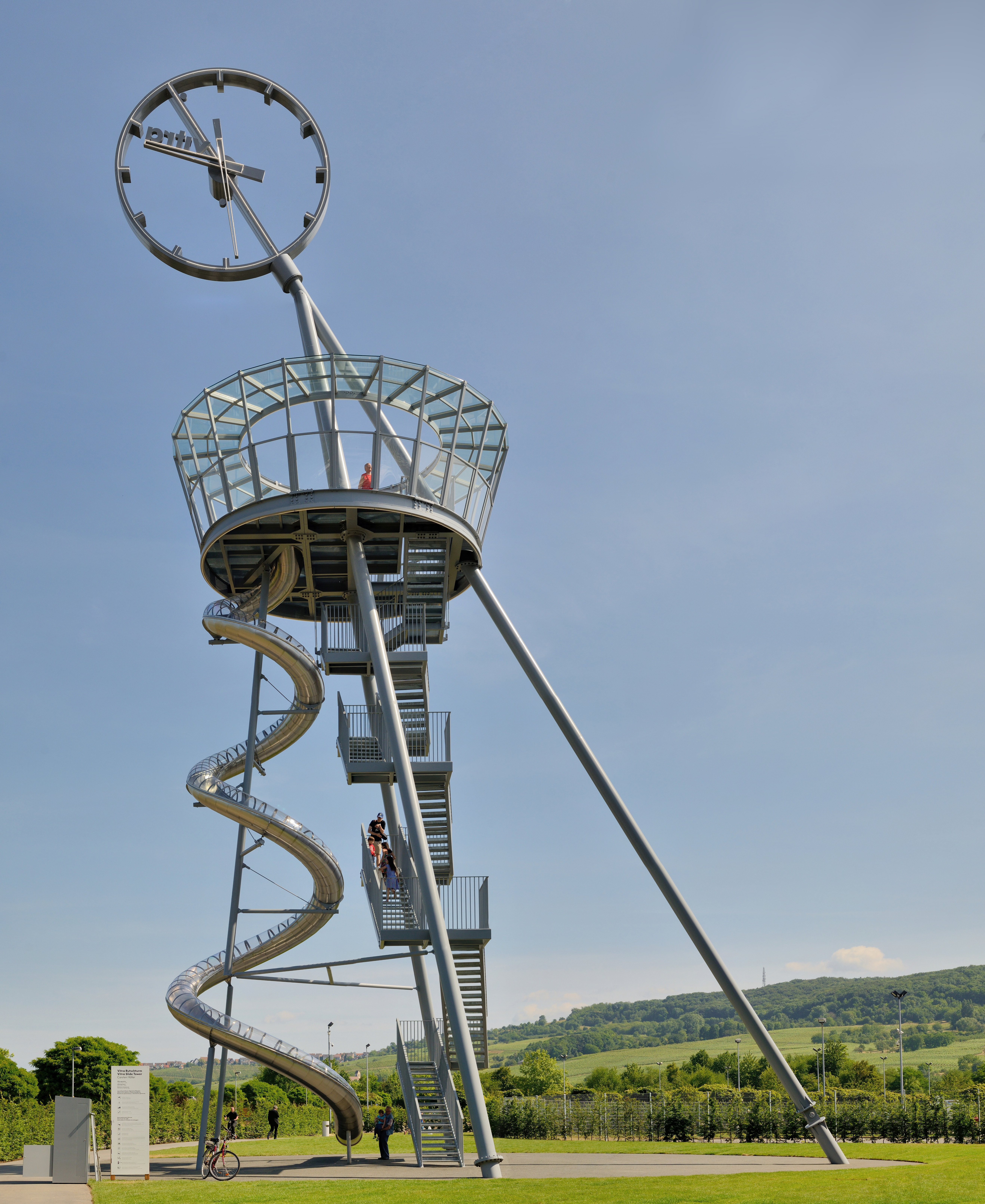
Vitra Slide Tower vid Vitra Design Museum i Weil am Rhein i Tyskland

Carsten Kurt Höller, född 6 december 1961 i Bryssel, är en tysk-svensk konstnär och doktor i biologi.
Carsten Höller växte upp i Belgien. Han utbildade sig från 1979 i Kiel i växtpatologi och disputerade 1993 vid Kiels universitet på en avhandling om insekters samspel med hjälp av luktsinnet. I slutet av 1980-talet började han med konstinstallationer, men fortsatte som forskare till 1994. 
Han arbetar med installationer och vill gärna involvera betraktaren i konstverken. På documenta X i Kassel i Tyskland 1997 deltog han tillsammans med Rosemarie Trockel med Haus für Schweine und Menschen (Byggnad för grisar och människor), vilken bestod av en byggnadskonstruktion i betong i Karlsaue, vilken var delad i två delar med en envägs spegelglasvägg emellan. I den ena delen fanns en liten grisbesättning i en lyxig miljö, i den andra var det öppet för besökare.
År 2006 gjorde han verket Test Site till The Unilever Series på Tate Modern i London.
I Östra hamnen i Västerås finns Windshield. Konstverket är sju meter långt och 2,03 meter högt. Det är ett vindskydd i akrylplast och rostfritt stål, som går att flytta längs ett spår i en cirkel med 14 meters diameter.
Carsten Höller representerade tillsammans med Miriam Bäckström Sverige på Venedigbiennalen 2005.
I Sverige har Carsten Höller ställt ut på Magasin 3 och Moderna museet i Stockholm samt på Göteborgs Internationella Konstbiennal, Göteborg. 
År 2019 deltog Höller i grupputställningen Animalisk på Bildmuseet, Umeå Universitet.
Carsten Höller bor och arbetar i Stockholm. Han har varit gift med Miriam Bäckström.

## Offentliga verk i urval
- Vitra Slide Tower, rostfritt stål, 2014 Vitra Design Museum, Weil am Rhein i Tyskland
- Windshield, akrylplast och rostfritt stål, 2004, I Östra hamnen i Västerås

- Höller finns representerad vid Moderna museet[10] i Stockholm.